# Manfred Poerschke
Manfred Poerschke   (Dortmund, 26 de febrer de 1934) és un atleta alemany, ja retirat, especialista en curses de velocitat, que va competir durant la dècada de 1950.
El 1956 va prendre part en els Jocs Olímpics d'Estiu de Melbourne, on fou quart en la prova dels 4x400 metres del programa d'atletisme.
En el seu palmarès destaca una medalla de plata en la cursa dels 4x400 metres del Campionat d'Europa d'atletisme de 1958. Formà equip amb Carl Kaufmann, Johannes Kaiser i Karl-Friedrich Haas. A nivell nacional guanyà set campionats de la RFA dels 4x400 metres: quatre a l'aire lliure (1956 a 1958 i 1960) i tres en pista coberta (1957, 1958 i 1960).

## Millors marques
- 400 metres. 47.0" (1957)[1][6]